# Grupo Osborne
Grupo Osborne je španělská obchodní skupina, jež vznikla roku 1894. Proslavila ji především její vína, a to především sherry a brandy. Vyrábí ale i anýzovku, vodku, whiskey (patří jim Tullamore Dew company), energetické nápoje, limonády nebo šunku.
Původní firmu Osborne založil v roce 1772 v Cádizu Angličan Thomas Osborne Mann. V roce 2005 dosáhla skupina obratu kolem 313 milionů eur. Sídlo firmy se nachází v městě El Puerto de Santa María.